# Aszúsodás

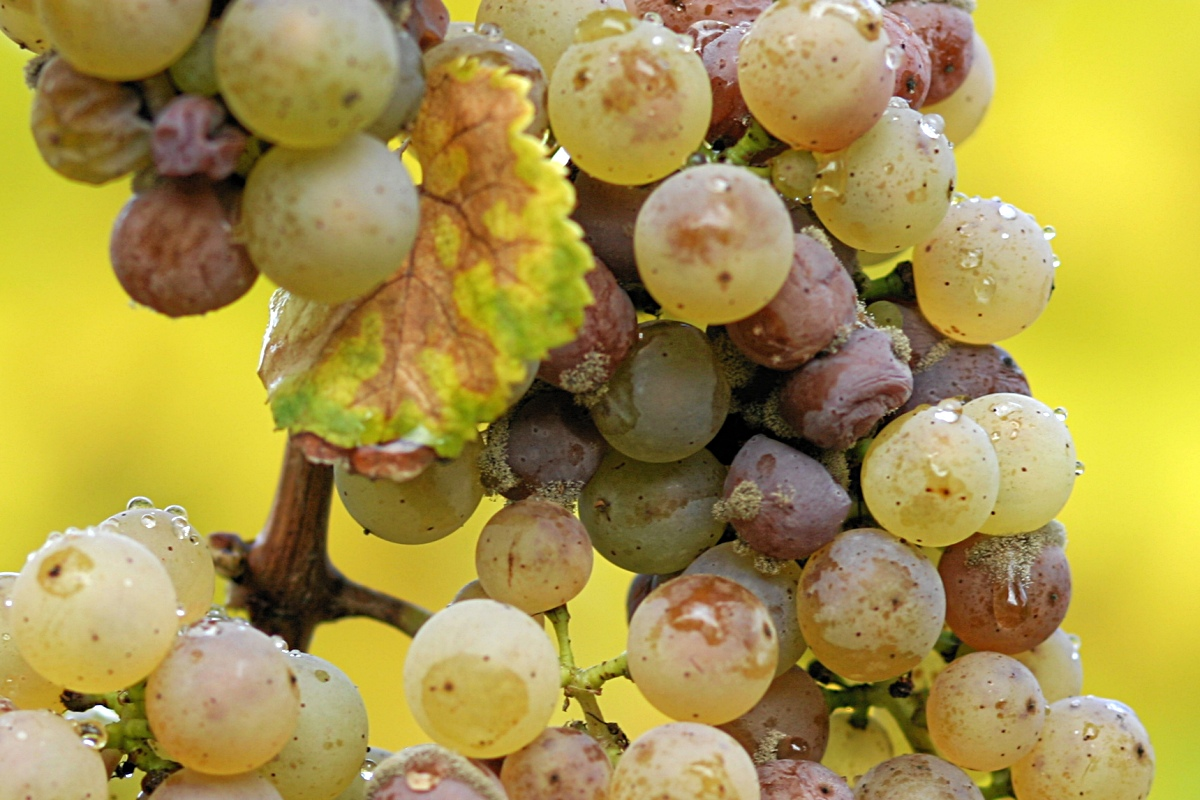
Aszúsodó rajnai rizling

Az aszúsodás a szőlőnek még a tőkén történő nemesrothadása, amit a Botrytis cinerea nevű mikroszkopikus gomba okoz. Az aszúsodás kifejezést a Tokaji borvidéken termesztett szőlő nemesrothadásának megnevezésére használják.
Az aszúsodáshoz három alapvető feltételnek kell teljesülnie:
- a gombafertőzést előidéző nedves időjárás (eső, köd) a szőlőt teljes érésben érje,
- a bogyók sérülésmentesek legyenek,
- ezt követően hosszú, száraz időszakra van szükség.

Az esőzések idején felszaporodott Botrytis cinerea gomba az ép és érett szőlőbogyók felületén található mikrosérüléseken és elhalt gázcserenyílásokon keresztül behatol a bogyókba, ami ezután a száraz napoknak köszönhetően a szőlőbogyók aszúsodását, töppedését eredményezi. Ekkor a szőlőbogyó vizet veszít, sav- és cukortartalma nő, abszolút glükóztartalma viszont csökken (a glükóz egy része átalakul glicerinné és glükonsavvá).